# Behlitz

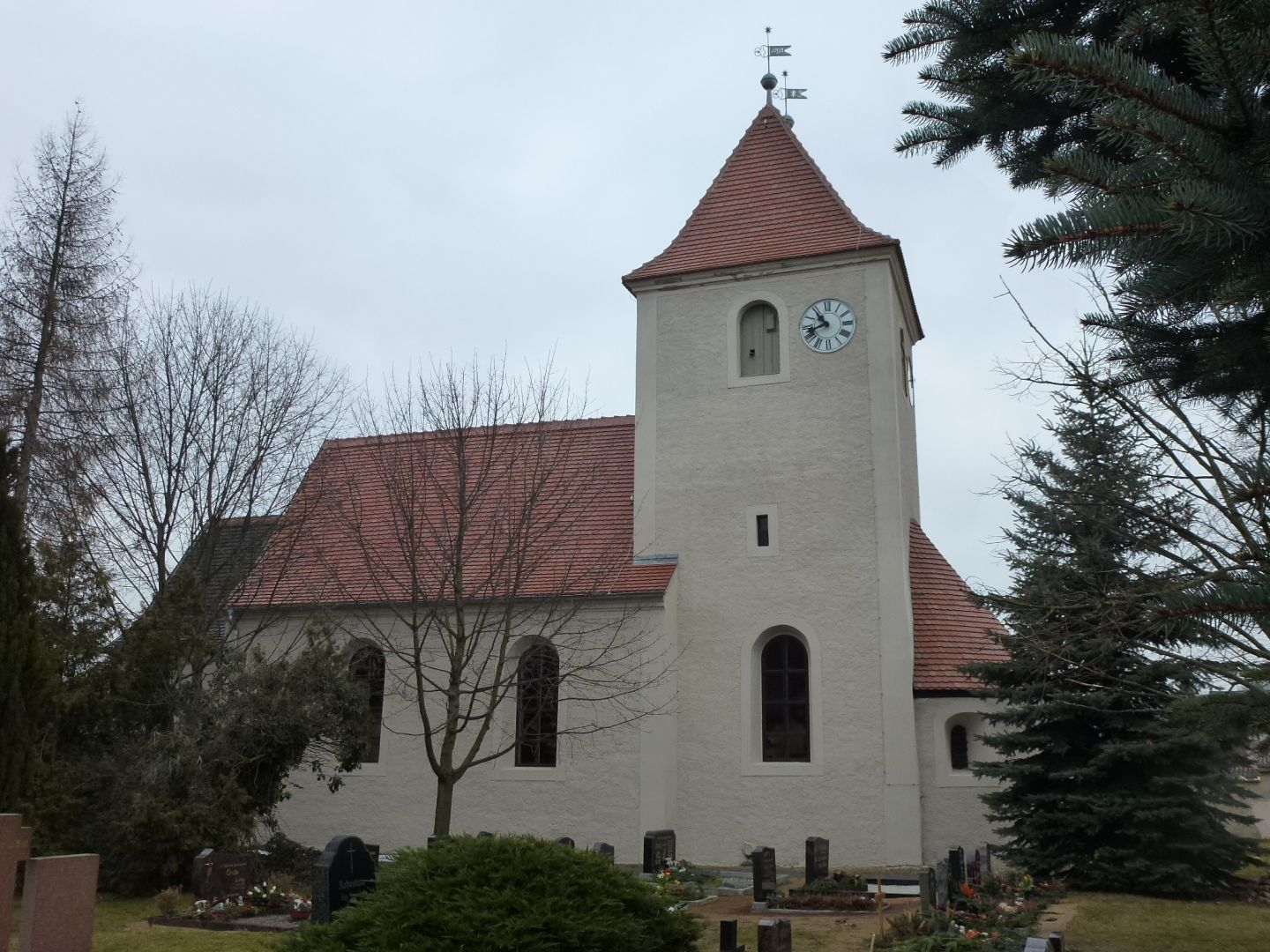
Behlitzer Chorturm-Kirche

Behlitz ist der westlichste Ortsteil der Großen Kreisstadt Eilenburg.

## Geografie und Verkehr
Die Ortschaft liegt zwischen dem Krostitzer Ortsteil Kupsal und dem Eilenburger Ortsteil Pressen, mit dem er beinahe zusammengewachsen ist. Behlitz hat eine Verbindung zur nahe liegenden Staatsstraße 4 (Delitzsch–Eilenburg) und wird werktags von Bussen Richtung Eilenburg und Delitzsch bedient. Der nächste Bahnhof ist Kämmereiforst an der Strecke Halle–Eilenburg.

## Geschichte
Behlitz wurde im Jahre 1340 erstmals als Bilice erwähnt. Der Name ist, wie die meisten Ortsnamen in der Umgebung, sorbischen Ursprungs und bedeutet so viel wie „feuchte Wiese“. Behlitz gehörte bis 1815 zum kursächsischen bzw. königlich-sächsischen Amt Eilenburg. Durch die Beschlüsse des Wiener Kongresses kam der Ort zu Preußen und wurde 1816 dem Kreis Delitzsch im Regierungsbezirk Merseburg der Provinz Sachsen zugeteilt, zu dem er bis 1952 gehörte.
Am 20. Juli 1950 wurde Behlitz nach Pressen eingemeindet. Im Zuge der zweiten Kreisreform in der DDR im Jahr 1952 wurde Pressen mit Behlitz dem Kreis Eilenburg im Bezirk Leipzig angeschlossen, welcher 1994 im Landkreis Delitzsch aufging. Am 11. Oktober 1965 schloss sich Pressen mit der Gemeinde Kospa zur Gemeinde Kospa-Pressen zusammen. Seit 1997 ist Behlitz ein Ortsteil der Stadt Eilenburg.

### Einwohnerentwicklung
| Jahr | Einwohner |
| ---- | --------- |
| 1818 | 104       |
| 1880 | 139       |
| 1910 | 151       |

| Jahr | Einwohner |
| ---- | --------- |
| 1939 | 161       |
| 1946 | 256       |
| 2008 | 179       |

Die Einwohnerzahl des Ortes lag im 16. Jahrhundert im unteren zweistelligen Bereich. Anfang des 19. Jahrhunderts stieg die Zahl auf über 100 und in den folgenden Jahren weiter an. 1946 hatte der Ort seine bisher höchste Einwohnerzahl von 256. Heute liegt die Einwohnerzahl bei etwa 180.

## Religion
Die Dorfkirche Behlitz gehört zum Pfarrbereich Krostitz im Kirchenkreis Torgau-Delitzsch der Evangelischen Kirche in Mitteldeutschland.
Durch die Flucht und Vertreibung Deutscher aus Mittel- und Osteuropa infolge des Zweiten Weltkriegs war die Zahl der Katholiken im seit der Reformation evangelisch-lutherisch geprägten Raum Behlitz so stark angestiegen, dass Behlitz 1945 eine Seelsorgestelle der Pfarrei Eilenburg wurde und einen eigenen Geistlichen bekam. Die katholischen Gottesdienste fanden in Behlitz in der evangelischen Dorfkirche statt. Am 1. November 1947 wurde die Seelsorgestelle Behlitz zur Kuratie erhoben, zur Errichtung eines katholischen Gotteshauses kam es in Behlitz jedoch nicht. Am 9. November 1965 wurde die Kuratie Behlitz nach Lehelitz transferiert, da dort ab 1965 ein Pfarrhaus und eine katholische Kirche erbaut wurden.

## Bauwerke

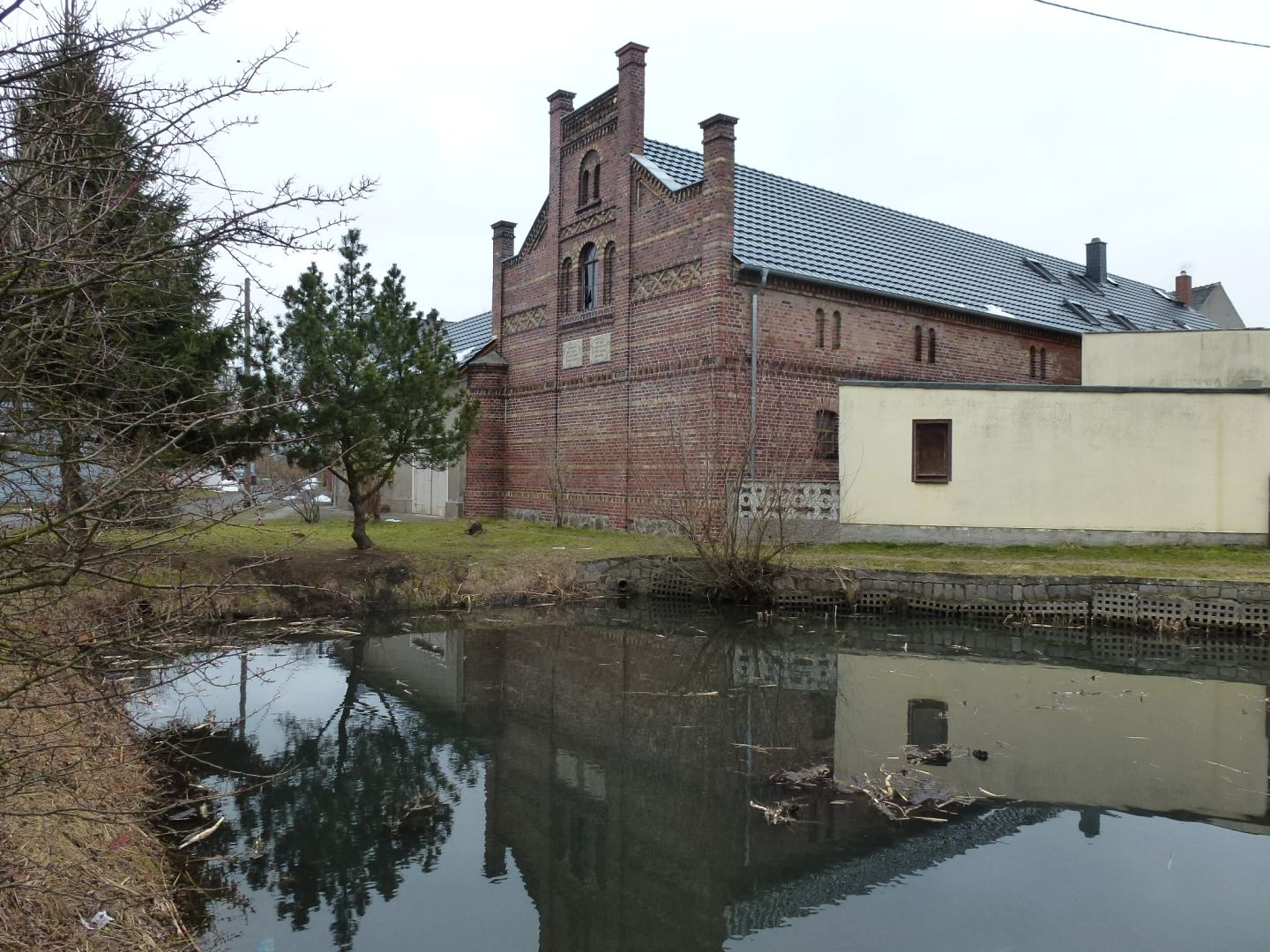
Teich und Hüfnergut (Großansicht der Inschrift)

Das älteste Bauwerk des Ortes und zugleich auch das älteste Gebäude der Kirchengemeinde Krostitz ist die Dorfkirche Behlitz. Sie wurde etwa im 11. Jahrhundert erbaut. Das Gebäude wurde am Anfang des 18. Jahrhunderts renoviert. Die Orgel stammt aus dem Jahre 1862. Bis 1962 bildete Behlitz eine eigene Kirchengemeinde.
Zwei Wohnhäuser und zwei Scheunen als Kulturdenkmale → siehe auch: Kulturdenkmale in Behlitz

## Sonstiges
Des Weiteren gibt es in Behlitz eine Kriegsgräberstätte.